# Franz Schmidt (Komponist)

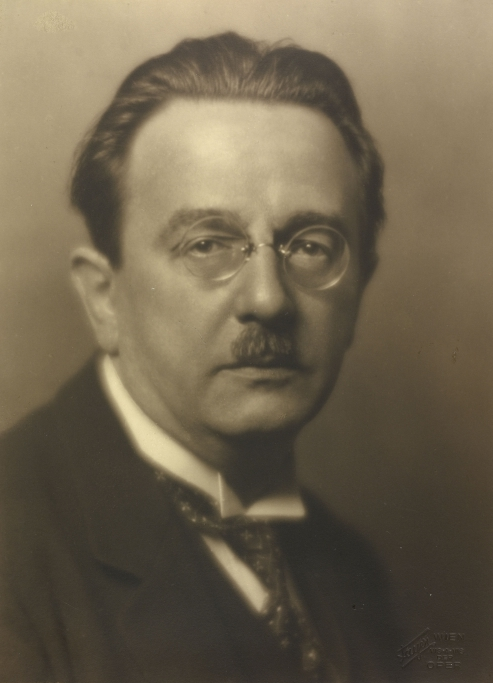
Franz Schmidt 1927

Franz Schmidt (* 22. Dezember 1874 in Preßburg, heute Bratislava, Österreich-Ungarn; † 11. Februar 1939 in Perchtoldsdorf) war ein österreichischer Komponist.

## Leben

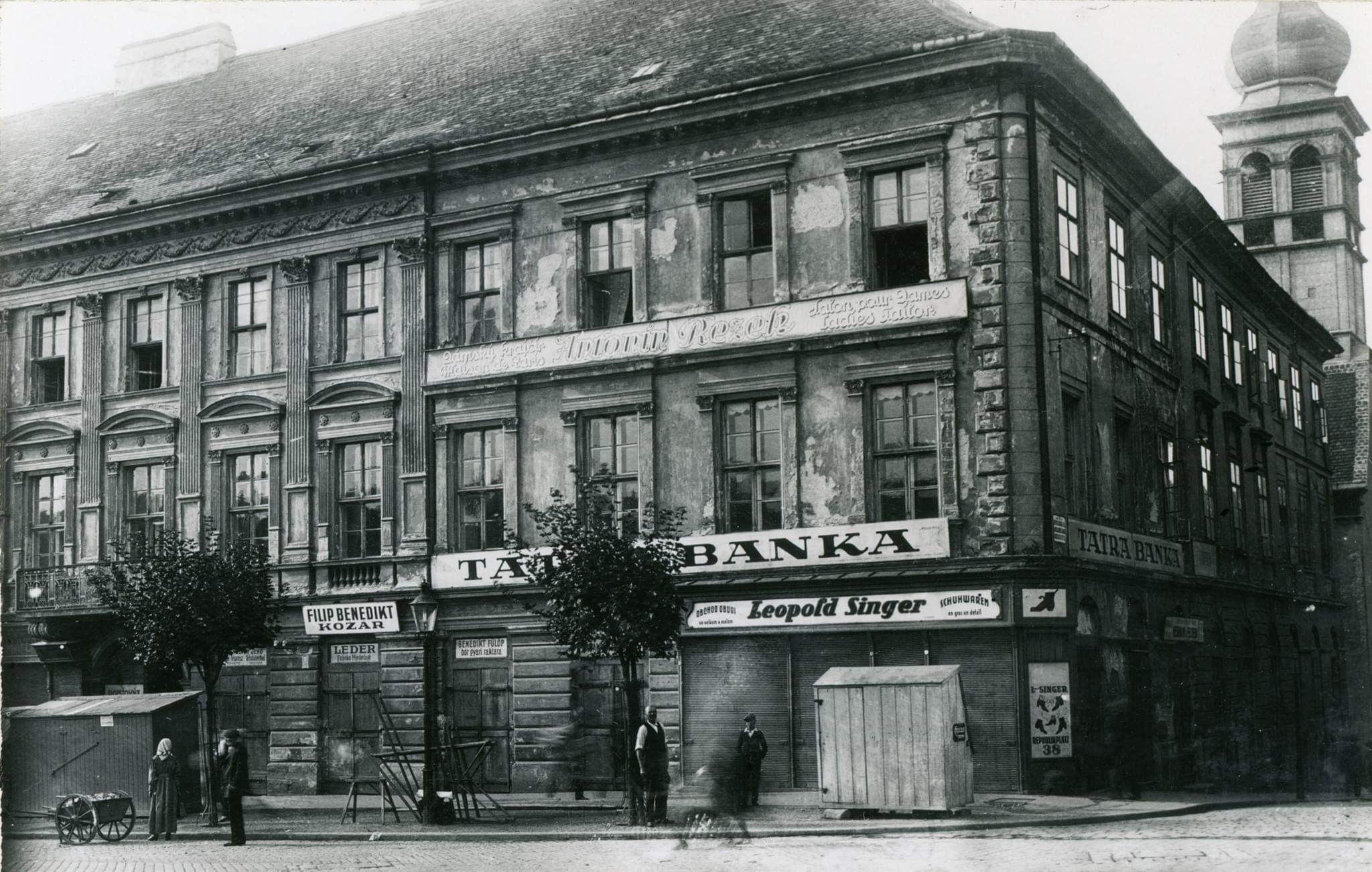
Das Geburtshaus von Franz Schmidt im Jahre 1922. Das Haus stand in Preßburg an der Ecke Marktplatz (heute nám. SNP) und Ursulinengasse und wurde Ende der 1920er Jahre abgerissen.

Franz Schmidt war der Sohn des Preßburger Kaufmanns Franz Schmidt und dessen aus Ungarn stammender Ehefrau Maria geb. Ravasz. Bereits seine Mutter – eine hervorragende Pianistin – bemerkte seine herausragende Begabung, erteilte ihm bereits als Kind Klavierunterricht und machte ihn mit dem Werk Johann Sebastian Bachs bekannt. In Musiktheorie und Orgelspiel wurde er von Pater Felician Josef Moczik unterrichtet, dem Organisten an der Franziskanerkirche zu Pressburg. Klavier studierte er bei Theodor Leschetizky, mit dem er sich wegen dessen veraltetem, von entstellenden Rubati geprägten Interpretationsstil schon bald überwarf.
1888 übersiedelte die Familie nach Wien und Schmidt setzte seine Studien am Konservatorium der Gesellschaft der Musikfreunde fort (Komposition bei Robert Fuchs, Cello bei Ferdinand Hellmesberger und für kurze Zeit Kontrapunkt bei Anton Bruckner); 1896 schloss er sie mit „Auszeichnung“ ab. Schreibeigenheiten von Robert Fuchs finden sich in Orgelwerken von Franz Schmidt wieder.
Von 1896 bis 1911 war Schmidt Mitglied der Wiener Philharmoniker und bis 1914 Solocellist im Hofopernorchester (heute Orchester der Wiener Staatsoper) und war als Organist, Solist, Kammermusiker, Begleiter und Dirigent gleichermaßen anerkannt und gefeiert. Zusammen mit Oskar Adler spielte er im Quartett von Arnold Schönberg. Aus seiner Preßburger Zeit war ihm der dortige namhafte Orgelbauer Vincent Možný (auch: Vincze Mozsny, 1844–1919) bekannt, der ihm 1908 eine Orgel nach seinen eigenen Dispositionsangaben baute. Diese Orgel stand bis 2016 in der Pfarrkirche Maria Enzersdorf-Südstadt.

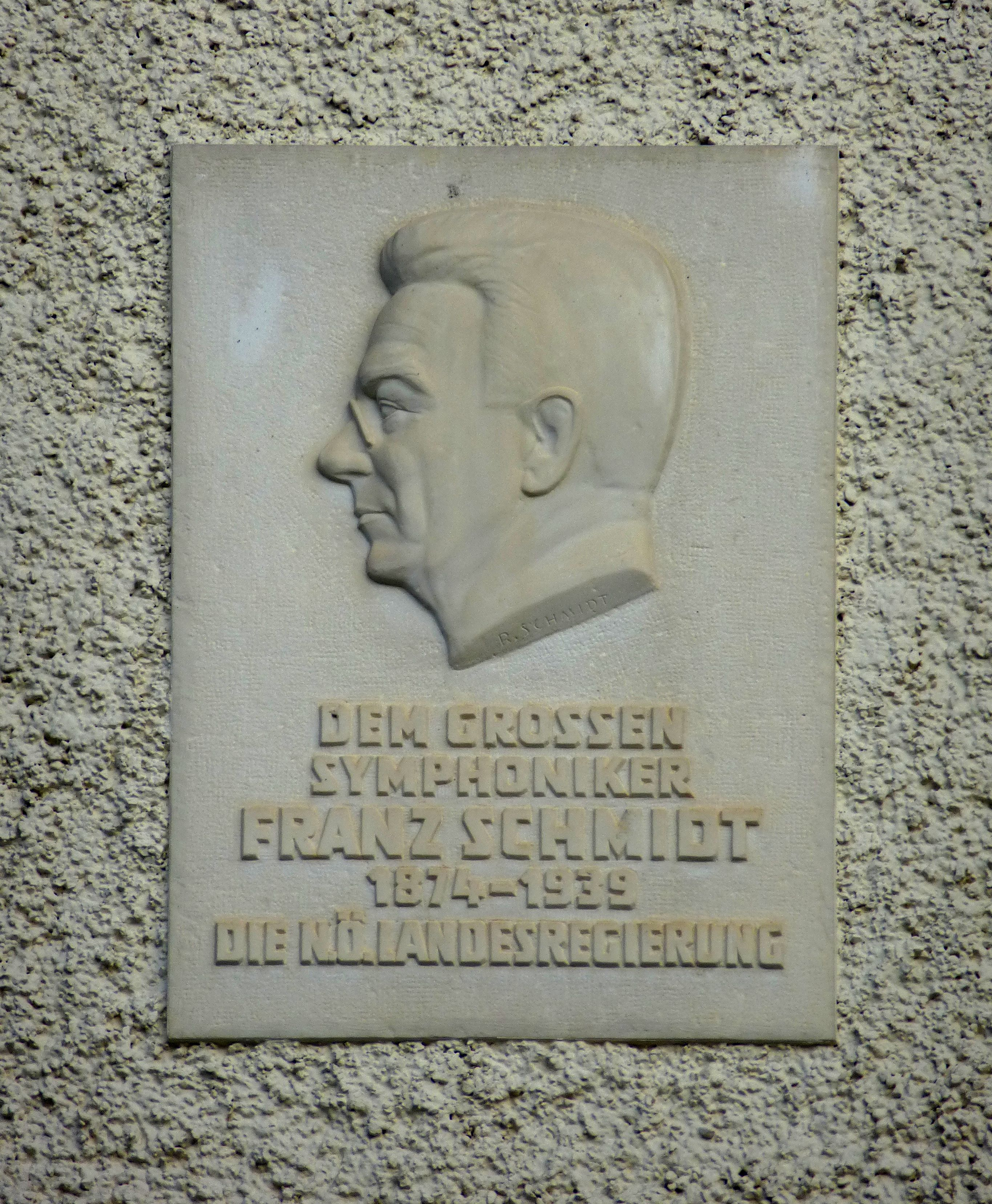
Relief für den Symphoniker Schmidt an der Franz-Schmidt-Villa

1914 bekam Schmidt eine Professur für Klavier an der Wiener Musikakademie (heute: Universität für Musik und darstellende Kunst). 1925 wurde er dort Direktor und war von 1927 bis 1931 Rektor. Als Pädagoge für Klavier, Violoncello, Kontrapunkt und Komposition bildete er an der Musikakademie zahlreiche später bedeutende Musiker, Dirigenten und Komponisten aus. Zu seinen bekanntesten Schülern zählten u. a. der Pianist Friedrich Wührer, der Komponist Rudolf Wimmer und Alfred Rosé (Sohn von Arnold Rosé, dem legendären Gründer des Rosé-Quartetts, Konzertmeister der Wiener Philharmoniker und Schwager Gustav Mahlers), weiters der spätere Gesangspädagoge Walter Taussig. Unter den Komponisten sind Theodor Berger, Marcel Rubin und Alfred Uhl zu erwähnen. Aus gesundheitlichen Gründen gab Schmidt 1937 seine Lehrtätigkeit auf. Den weiten Horizont des Pädagogen Schmidt dokumentiert eine Aufführung von Arnold Schönbergs komplexem und damals der extremen Avantgarde zugerechnetem Pierrot Lunaire, die Schmidt mit Studenten der Akademie 1929 einstudierte. Ansonsten bestanden zwischen den Exponenten der sogenannten Wiener Schule um Schönberg und dem „Spätromantiker“ Franz Schmidt kaum persönliche Beziehungen.

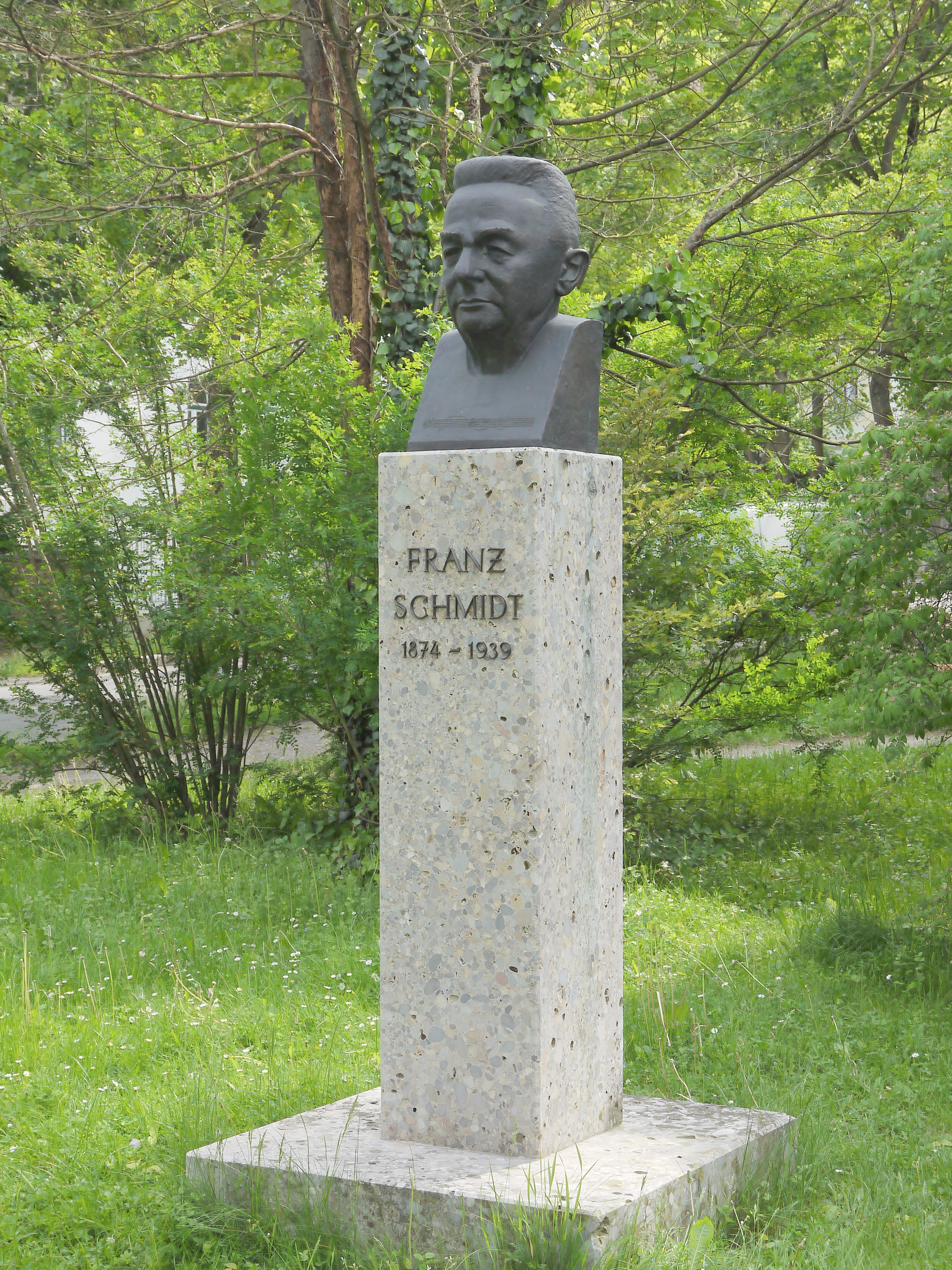
Büste im Franz-Schmidt-Park in Wien-Hietzing

Viele Auszeichnungen bezeugen die ihm entgegengebrachte hohe Wertschätzung: u. a. der Franz-Joseph-Orden sowie die aus Anlass des 60. Geburtstages verliehene Ehrendoktorwürde (Dr. phil. h. c.) der Universität Wien. Nach Aussagen von Schülern Schmidts beherrschte ihr Lehrer nahezu sämtliche damals bekannten Klavierkompositionen auswendig.
Sein Privatleben stand allerdings weitgehend in krassem Gegensatz zur erfolgreichen beruflichen Laufbahn: zwei Jugendlieben blieben unerfüllt. Seine erste Gattin Karoline Perssin (1880–1942) wurde ab 1919 in der Wiener Nervenheilanstalt Am Steinhof stationär behandelt (und drei Jahre nach Franz Schmidts Tod im Zuge der nationalsozialistischen Euthanasie-Kampagne ermordet). Seine Tochter Emma (1902–1932) verstarb völlig unerwartet nach der Geburt ihres ersten Kindes. Der gebrochene Vater bezeichnete seine 4. Sinfonie als „Requiem für meine Tochter“. Erst seine zweite Ehe mit seiner wesentlich jüngeren Klavierschülerin Margarethe Jirasek (1891–1964) brachte dem bereits mit schweren gesundheitlichen Problemen kämpfenden Künstler die dringend benötigte Stabilisierung des Privatlebens. Mit seiner ersten Geliebten Elise Zwieback aus der Studienzeit hatte Schmidt auch einen Sohn, Ludwig Zirner.

Aufbahrung von Franz Schmidt im Wiener Musikverein 1939

In seinem letzten Lebensjahr erlebte der Todkranke den „Anschluss“ Österreichs an das Deutsche Reich. Bei der Volksabstimmung im April 1938 trat er für das „Ja“ ein. Schmidt wurde von den Nationalsozialisten als der bedeutendste lebende Komponist Österreichs, der damaligen „Ostmark“, hofiert, auch wenn man ihn als „Vertreter der religiösen Kunst“ sah. Schmidt erhielt den Auftrag, eine Kantate mit dem Titel Deutsche Auferstehung. Ein festliches Lied zu komponieren, hinterließ diese jedoch unvollendet.
Schmidt vollendete im Sommer und Herbst 1938, wenige Monate vor seinem Tod, noch zwei Auftragswerke für den einarmigen Pianisten Paul Wittgenstein: das Klarinettenquintett in A-Dur und die (Solo)-Toccata d-Moll.
Am 17. Februar 1939 wurden Schmidts sterbliche Überreste im Goldenen Saal des Wiener Musikvereins aufgebahrt, seine Leiche anschließend in der Karlskirche eingesegnet und in einem Ehrengrab auf dem Zentralfriedhof beigesetzt.

## Rezeption

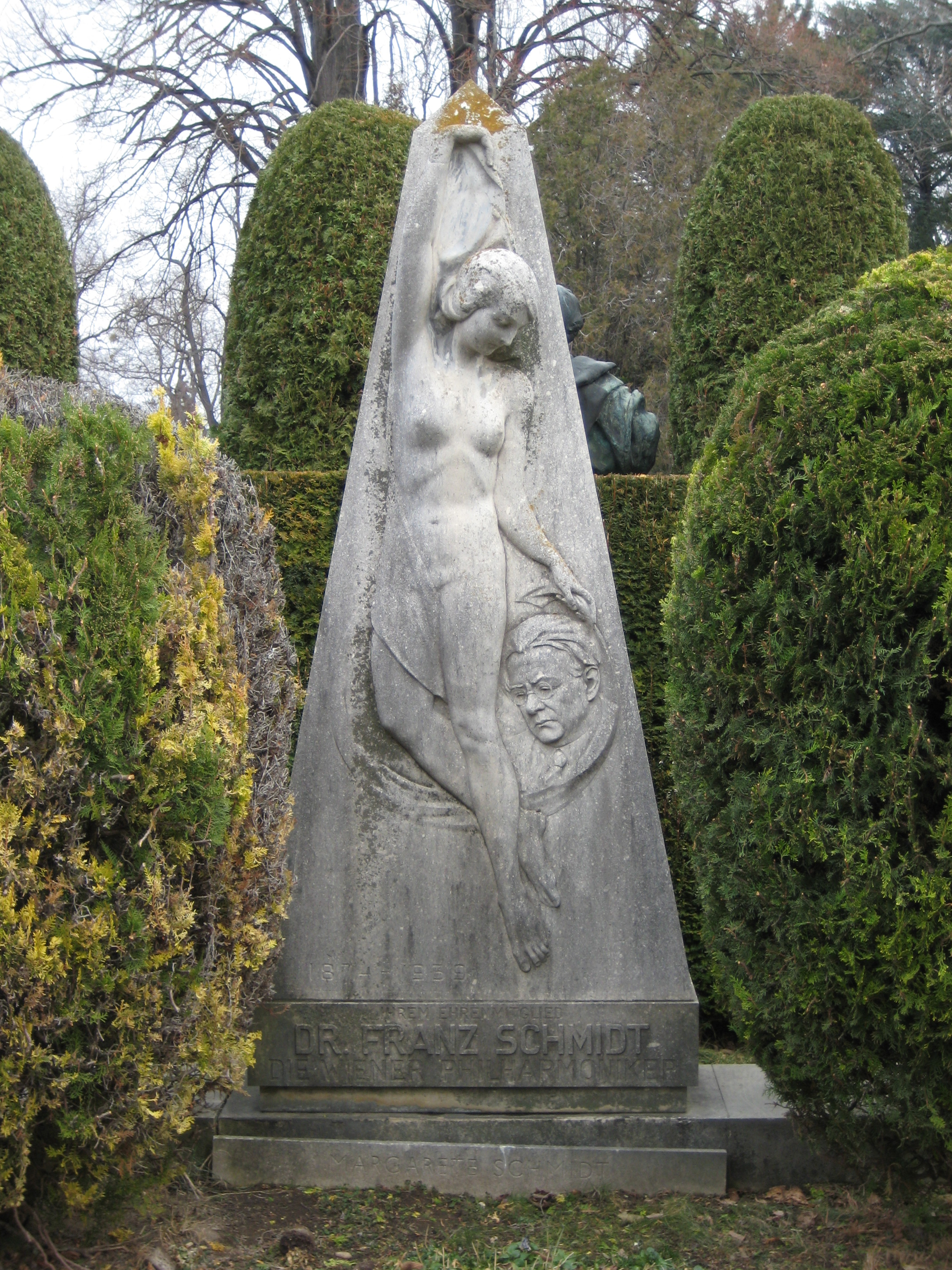
Andre Roder: Grab auf dem Wiener Zentralfriedhof

Franz Schmidt zählt zu den Komponisten der österreichischen Spätromantik, und seine Musik zeichnet sich durch eine charakteristische Klangsprache mit subtilen Harmonisierungen aus. Als Höhepunkt in seinem nicht sehr umfangreichen, aber qualitativ hochstehenden Werk gilt das Oratorium Das Buch mit sieben Siegeln, das von den Wiener Symphonikern und vom Wiener Singverein uraufgeführt wurde. Franz Schmidt hat auch als Vertreter der Orgelbewegung zu gelten, da er die orchestrale Orgel der Romantik (einschließlich Schwellwerk) entschieden abgelehnt hat.
Nach 1945 wurde Schmidts Werk und Leben aufgrund seines Eintretens für den „Anschluss“, die Hofierung durch die Nationalsozialisten und seine Sympathien für das austrofaschistische Regime deutlich kritischer gesehen. Leon Botstein fasste dies so zusammen, dass Schmidt sein Werk auf den Traditionen des österreichischen Katholizismus aufbaute und sich somit das Image eines nicht korrumpierbaren, anti-kosmopolitischen Künstlers verlieh, der seinen heimatlichen Wurzeln verhaftet war. Diese Haltung brachte es mit sich, dass Schmidt in den 1930ern vom Austrofaschismus und Nationalsozialismus vereinnahmt wurde und sich dagegen nicht verwahrte.

## Auszeichnungen
- Franz Schmidt wurde in einem Ehrengrab der Stadt Wien auf dem Wiener Zentralfriedhof (Gruppe 32 C, Nummer 16) beigesetzt.
- 1956 wurde die Franz-Schmidt-Gasse in Perchtoldsdorf nach ihm benannt. Gleichzeitig wurde durch die Gemeinde Perchtoldsdorf eine erste Gedenktafel an seinem Wohnhaus in der Lohnsteinstraße 4 angebracht. Diese Tafel aus Metall ist der Schaffung der vierten Symphonie und dem Buch mit sieben Siegeln sowie dem Sterbetag gewidmet.[9]
- Am 13. Februar 1964 wurde durch die niederösterreichische Landesregierung aus Anlass seines 25. Todestages die zweite Gedenktafel mit einem Relief aus Stein an seinem Wohnhaus in der Lohnsteinstraße enthüllt.[10] Diese Tafel ist „Dem großen Symphoniker“ gewidmet.
- 1985 wurde die neue Orgel in der Pfarrkirche Perchtoldsdorf nach ihm benannt.
- 2001 wurde der Ernst-Krenek-Park in Wien-Hietzing in Franz-Schmidt-Park umbenannt.
- 2005 wurde eine Büste Schmidts im Franz-Schmidt-Park aufgestellt.

## Wohnadressen Franz Schmidts

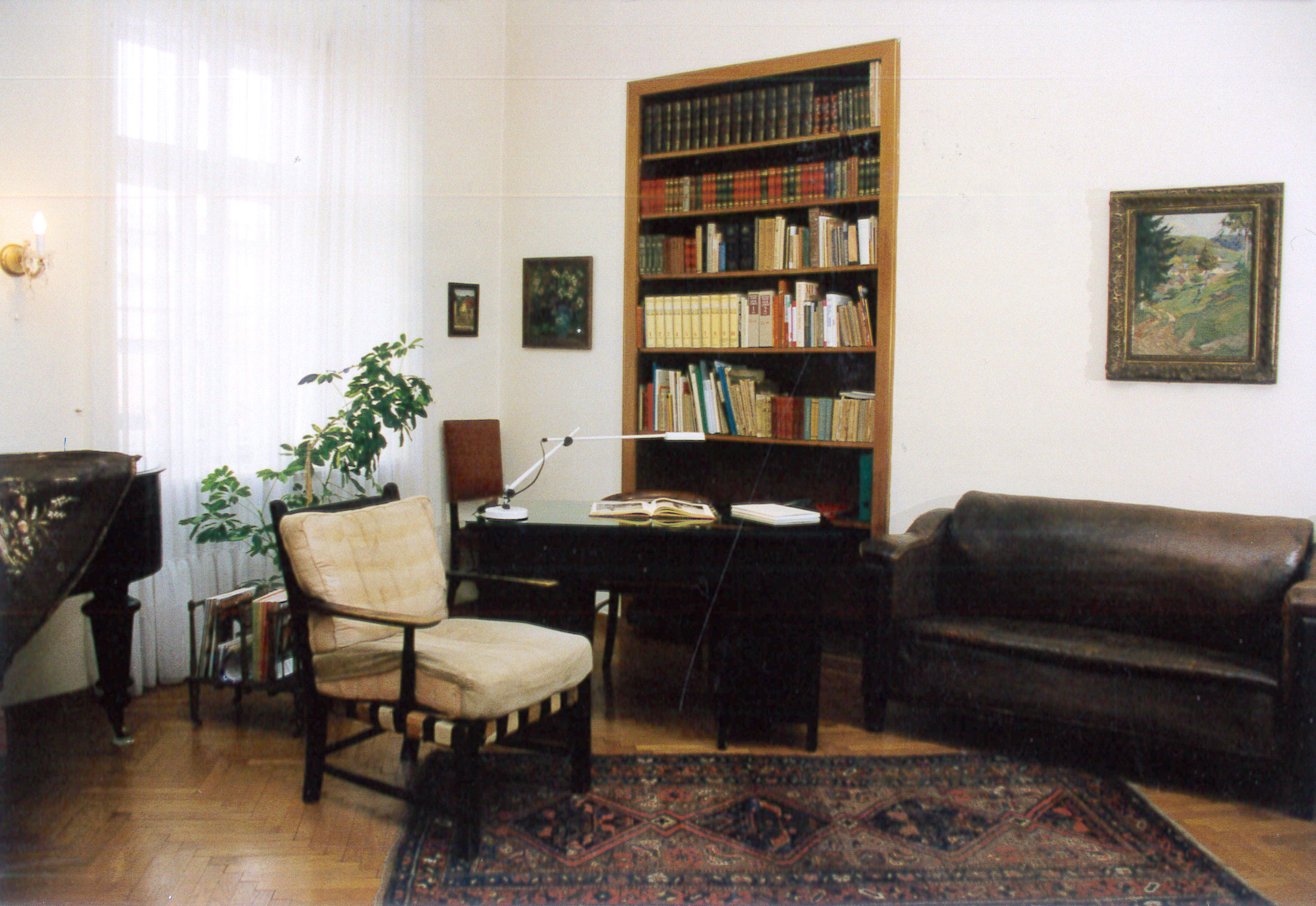
Gedenkraum der Franz-Schmidt-Gedenkstätte, Perchtoldsdorf

| ab 1889:   | III.Bezirk, Rudolfsgasse 40 (heute Juchgasse)        |
| 1891–1899: | III.Bezirk, Erdberger Straße 57                      |
| 1900:      | III.Bezirk, Hainburger Straße 56                     |
| 1901–1904: | XII.Bezirk, Korbergasse 5                            |
| 1905–1909: | XIII.Bezirk, Auhofstraße 146                         |
| 1910:      | XIII.Bezirk, Hadikgasse 140                          |
| 1911:      | XVIII.Bezirk, Haizingergasse 33                      |
| 1912–1922: | XIII.Bezirk, Elßlergasse 26                          |
| 1923–1926: | III.Bezirk, Neulinggasse 36/IV/7                     |
| 1926–1939: | Perchtoldsdorf (Niederösterreich), Lohnsteinstraße 4 |

## Werke

### Opern
- Notre Dame, romantische Oper in zwei Aufzügen, Text nach Victor Hugo von Franz Schmidt und Leopold Wilk; komponiert: 1902–1904, Uraufführung: Wien 1914
- Fredigundis, Oper in drei Akten, Text nach Felix Dahn von Bruno Warden und Ignaz Welleminsky; komponiert: 1916–1921, UA: Berlin, 19. Dezember 1922

### Oratorium
- Das Buch mit sieben Siegeln für Soli, Chor, Orgel und Orchester, Text nach der Offenbarung des hl. Johannes; komponiert: 1935–1937; UA: Wien, 1938

### Kantate
- Deutsche Auferstehung. Ein festliches Lied für Soli, Chor, Orgel und Orchester, Text von Oskar Dietrich; komponiert: 1938–1939, unvollendet, fertiggestellt von Robert Wagner; UA: Wien, 1940

### Sinfonien
- Sinfonie Nr. 1 E-Dur; komponiert: 1896–1899, UA: Wien 1902
- Sinfonie Nr. 2 Es-Dur; komponiert: 1911–1913, UA: Wien 1913
- Sinfonie Nr. 3 A-Dur; komponiert: 1927–1928, UA: Wien 1928 (2. Preis beim Internationalen Schubert-Wettbewerb 1928)
- Sinfonie Nr. 4 C-Dur; komponiert: 1932–1933, UA: Wien 1934

### Klavierkonzerte
- Phantasiestück für Klavier mit Begleitung des Orchesters B-Dur (weitgehend identisch mit Zwischenspiel und Karnevalsmusik aus Notre Dame, jedoch durch pianistische Kadenzen erweitert. Entstanden vermutlich vor der gleichnamigen Oper). UA aus dem Manuskript, Wien, Musikverein: 8. November 2013. Klavier: Jasminka Stancul, Wiener Symphoniker, Dirigent: Fabio Luisi
- Konzertante Variationen über ein Thema von Beethoven für Klavier (linke Hand allein) mit Begleitung des Orchesters; komponiert: 1923, UA: Wien 1924; Zweihändige Fassung von Friedrich Wührer (gedr. 1952)
- Klavierkonzert Es-Dur (für linke Hand allein); komponiert: 1934, UA: Wien 1935; Zweihändige Fassung von Friedrich Wührer (gedr. 1952)

### Sonstige Orchesterwerke
- Karnevalsmusik und Zwischenspiel aus der Oper Notre Dame; komponiert: 1902–1903; UA: Wien 1903
- Variationen über ein Husarenlied für Orchester; komponiert: 1930–1931; UA: Wien 1931
- Orchester-Chaconne cis-Moll; komponiert: vollendet 1931; (Manuskript)

### Kammermusik
- Vier kleine Phantasiestücke nach ungarischen Nationalmelodien für Violoncello mit Klavierbegleitung; komponiert: 1892; UA: Wien 1926 (drei Stücke)
- Streichquartett A-Dur; komponiert: 1925; UA: Wien 1925
- Streichquartett G-Dur; komponiert: 1929; UA: Wien 1930
- Quintett für Klavier (linke Hand allein), zwei Violinen, Bratsche und Violoncello G-Dur; komponiert: 1926; UA: Stuttgart 1931; zweihändige Fassung von Friedrich Wührer (gedr. 1954)
- Quintett für Klarinette, Klavier (für die linke Hand allein), Violine, Bratsche und Violoncello B-Dur; komponiert: 1932; UA: Wien 1933
- Quintett für Klarinette, Klavier (für die linke Hand allein), Violine, Bratsche und Violoncello A-Dur; komponiert: 1938; UA: Wien 1939; zweihändige Fassung von Friedrich Wührer (gedr. 1952)

### Musik für Bläser
- Variationen und Fuge über ein eigenes Thema D-Dur (Königsfanfaren aus Fredigundis); 3. Fassung für Bläser allein; komponiert: 1925, UA: Wien 1925
- Tullnerbacher Blasmusik für 2 Oboen, 2 Trompeten, 3 Hörner, Bass und Schlagzeug[11]

### Musik für Orgel und Bläser
- Variationen und Fuge über ein eigenes Thema D-Dur (Königsfanfaren aus Fredigundis); 4. Fassung für 14 Bläser, Pauke und Orgel; komponiert: 1925, UA: Wien 1925
- Choralvorspiel „Gott erhalte“ für Orgel mit ad libitum hinzutretenden Bläserchor; komponiert: 1933, UA: Wien 1933
- Fuga solemnis für Orgel mit Zutritt von 6 Trompeten, 6 Hörnern, 3 Posaunen, Basstuba und Pauken; komponiert: 1937, UA: Wien 1939

### Klavierwerke
- Romanze A-Dur
- Weihnachtspastorale A-Dur (= Orgelwerk, bearbeitet)
- Intermezzo fis-Moll (= 2. Satz des A-Dur-Quintetts)
- Toccata d-Moll (für die linke Hand allein); komponiert: 1938, UA: Wien 1940 (zweihändige Fassung); zweihändige Fassung von Friedrich Wührer (gedr.: 1952)

### Orgelwerke
- Variationen über ein Thema von Chr. W. Gluck (verschollen)
- Variationen und Fuge über ein eigenes Thema D-Dur (Königsfanfaren aus Fredigundis), 1. Fassung; komponiert: 1916
- Phantasie und Fuge D-Dur; komponiert: 1923–1924, UA: Wien 1924
- Variationen und Fuge über ein eigenes Thema D-Dur (Königsfanfaren aus Fredigundis), 2. Fassung; komponiert: 1924, UA: Wien 1924
- Toccata C-Dur; komponiert: 1924, UA: Wien 1925
- Präludium und Fuge Es-Dur; komponiert: 1924, UA: Wien 1925
- Chaconne cis-Moll; komponiert: 1925, UA: Wien 1925
- Vier kleine Choralvorspiele; komponiert: 1926, UA: Wien 1926
  - „O Ewigkeit du Donnerwort“, F-Dur
  - „Was mein Gott will“, h-Moll
  - „O, wie selig seid ihr doch, ihr Frommen“, d-Moll
  - „Nun danket alle Gott“, A-Dur
- Fuge F-Dur; komponiert: 1927, UA: Wien 1932
- Präludium und Fuge C-Dur; komponiert: 1927, UA: Wien 1928
- Vier kleine Präludien und Fugen; komponiert: 1928, UA: Berlin 1929
  - Präludium und Fuge Es-Dur
  - Präludium und Fuge c-Moll
  - Präludium und Fuge G-Dur
  - Präludium und Fuge D-Dur
- Choralvorspiel „Der Heiland ist erstanden“; komponiert: 1934, UA: Wien 1934
- Präludium und Fuge A-Dur, Weihnachtspastorale; komponiert: 1934, UA: Wien 1934
- Toccata und Fuge As-Dur; komponiert: 1935, UA: Wien 1936